# سليمان النجاب
سليمان النجاب هو ناشط سياسي شيوعي فلسطيني وُلد في قرية جيبيا التابعة لمدينة رام الله عام 1934، وكان أمينًا عامًا للحزب الشيوعي الفلسطيني، وعضوا في اللجنة التنفيذية لمنظمة التحرير الفلسطينية والمجلس الوطني الفلسطيني. توفي سليمان النجاب في الولايات المتحدة الأمريكية في 12 أغسطس (آب) عام 2001

## حياته
وُلد سليمان رشيد النجاب في قرية جيبيا بمدينة رام الله في فلسطين الانتدابية عام 1934 لأسرة فلسطينية.

## نشاطه
التحق سليمان النجاب بالحزب الشيوعي الأردني وانتخب نائبا للأمين العام للحزب حتى صدر قرار من الحكومة الأردنية بحظر الحزب في عام 1957، فاعتقلته السلطات الأردنية في أبريل (نيسان) عام 1957، ومكث في معتقل الجفر الصحراوي لمدة ثماني سنوات، ثم خرج لينضم إلى المقاومة الفلسطينية في عام 1967 حيث عمل على تفعيل التنظيم المسلح للحزب الشيوعي في الضفة الغربية، بالتعاون مع الجبهة الوطنية الفلسطينية والتي كان من مؤسسيها الأوائل عام 1973. وفي العام التالي اعتقله الإسرائيليون، واستمر اعتقاله لمدة تسعة أشهر دون أن توجه له أي تهمة ومن دون محاكمة، ثم قاموا بنفيه إلى الأردن في فبراير (شباط) عام 1975. سبب ترحيل سليمان النجاب إلى الأردن إلى انخفاض وتيرة الأنشطة العسكرية والعمليات المسلحة للجبهة الوطنية الفلسطينية في الضفة الغربية. واصل سليمان النجاب على الرغم من ذلك عمله السياسي، وعندما أعيد تأسيس الحزب الشيوعي الفلسطيني في الأردن عام 1982، انتخب سليمان النجاب أمينا عاما للحزب. وبعدما أصبح الحزب الشيوعي الفلسطيني جزءًا من منظمة التحرير الفلسطينية، صار سليمان النجاب عضوًا في اللجنة التنفيذية لمنظمة التحرير الفلسطينية في أبريل (نيسان) عام 1984. ومع اندلاع الانتفاضة الفلسطينية، اهتم سليمان النجاب دعم لجان الأرض وحركات مقاومة الاستيطان.
أمضى النجاب حياته يدافع عن القضية الفلسطينية، ولم يدخر جهدًا في سبيل حماية أهداف شعبه وتحقيق آماله بالحرية والاستقلال. تعرض للسجن والمعتقلات والنفي والإبعاد في أكثر من مناسبة بسبب نشاطه السياسي، لكنه ظل صامدًا في تصميمه ومتمسكًا بمبادئه رافضًا الاستسلام للظروف القاسية التي واجهها. 
يُعتبر سليمان النجاب واحدًا من أعلام فلسطين البارزين، وركنًا رئيسيًا في منظمة التحرير الفلسطينية التي لعب دورًا مهمًا في قيادتها لسنوات طويلة. عمل للقضية الفلسطينية. دافع طوال حياته عن فلسطين وشعبها. 
- كان نشطًا في الجبهة الوطنية الفلسطينية ويعتبر من أبرز الفلسطينيين المطلوبين لدى إسرائيل بعد احتلال 1967. 
- ساهم في الفعاليات المناهضة للاحتلال الإسرائيلي بعد حرب 1967، ولعب دورًا في إنشاء نواة للعمل العسكري المقاوم في الأراضي المحتلة. 
- من مؤسسي الجبهة الوطنية الفلسطينية عام 1973 وأحد قادتها البارزين.
- اعتقلته إسرائيل عام 1974 وتعرض للتعذيب ثم أُبعد إلى لبنان. تنقل بعد إبعاده في عواصم عربية ثم عاد للضفة 1994 بعد اتفاق أوسلو.
كان سليمان النجاب أحد القادة الذين حظيوا بدعم الفلسطينيين في الولايات المتحدة الأمريكية وفقًا لمسح أجري في عام 1988. تغير اسم الحزب الشيوعي الفلسطيني إلى حزب الشعب الفلسطيني في عام 1991، وانتخب سليمان النجاب عضواً في لجنته المركزية ومكتبه السياسي، وفي نفس العام، أعيد انتخابه لعضوية اللجنة التنفيذية لمنظمة التحرير الفلسطينية في الاجتماع الذي عُقد في مدينة الجزائر في الفترة ما بين يومي 23-28 سبتمبر (أيلول) عام 1991، ثم أصبح عضوا في المجلس الوطني الفلسطيني بعدما عاد إلى فلسطين عام 1994.
رفض سليمان النجاب مع تسعة أعضاء آخرين من أعضاء اللجنة التنفيذية لمنظمة التحرير الفلسطينية اتفاقية أوسلو الثانية التي أبرمتها السلطة الوطنية الفلسطينية مع حكومة إسرائيل في 4 أكتوبر (تشرين الأول) عام 1995، وكان من بين مندوبي منظمة التحرير الفلسطينية في مبادرة جنيف الدبلوماسية التي بدأت الحوار بين الولايات المتحدة الأمريكية ومنظمة التحرير الفلسطينية. وبعد اتفاقية أوسلو الثانية، انتقل سليمان النجاب مع عائلته للعيش في مدينة رام الله بفلسطين، وانتخب عضواً في اللجنة التنفيذية لمنظمة التحرير الفلسطينية في الاجتماع الذي عقد في مدينة غزة في 25 أبريل (نيسان) عام 1996، وكان أحد مستشاري رئيس السلطة الفلسطينية الراحل ياسر عرفات خلال قمة مباحثات كامب ديفيد التي عُقدت في يوليو (تموز) عام 2000.

## وفاته
توفي سليمان النجاب بالولايات المتحدة الأمريكية في 12 أغسطس (آب) عام 2001 بعد صراع مع مرض السرطان، ودُفن جثمانه في 18 أغسطس (آب) عام 2001 بمدينة رام الله في فلسطين.